# Betsy Snite
Betsy Baxter Snite (Grand Rapids, 20 dicembre 1938 – Burlington, 15 giugno 1984) è stata una sciatrice alpina statunitense.

## Palmarès

### Olimpiadi invernali
- Argento a Squaw Valley 1960 nello slalom speciale.